# Іоанн Комнін (співімператор)
Іоанн Комнін (1159 — 1185) — співімператор Візантійської імперії в 1184—1185 роках.

## Життєпис
Походив з династії Комнінів. Другий син Андроніка Комніна від шлюбу з першою дружиною. Народився у 1159 році в Константинополі, в тюрмі, де знаходилися його батьки. Виховувався при дворі імператора Мануїла I. У 1177 році перебрався до батька в Пафлагонії, де той тоді був стратегом феми.
На момент смерті імператора у 1180 році перебував в Константинополі. У 1181 році Андронік Комнін розпочав заколот проти протосебаста Олексія Комніна та регентки Марії Антіохійської, що були фактичними правителями при молодому імператорві Олексії II. За наказом протосебаста Іоанна та його брата Мануїла було арештовано.
У 1182 році після захоплення Андроніком Комніном столиці імперії його синів Іоанна та Мануїла було звільнено. 1184 році стає співімператором. Водночас став командувачем для придушення заколоту Олексія Комніна (онука себастократора Андроніка Комніна). Останнього було переможено, захоплено та осліплено.
Іоанн Комнін усіляко допомагав батькові в проведенні реформ, а також здійснені жорстких репресій проти візантійських аристократів. У 1185 році, коли було повалено імператора Андроніка I співімператор Іоанн знаходився в Філіпполі. Сюди дійшла звістка щодо подій в столиці й Іоанна Комніна схоплена власними підлеглими, незабаром за наказом нового імператора Ісаака II осліплено та доправлено до Константинополя. Тут у вересні або жовтні того ж року Іоанн Комнін помер.